# Верхняя Кутузовка
Ве́рхняя Куту́зовка (до 1945 года Шума; укр. Верхня Кутузовка, крымскотат. Yuqarı Şuma, Юкъары Шума) — село на Южном берегу Крыма. Входит в Городской округ Алушта Республики Крым (согласно административно-территориальному делению Украины — в составе Изобильненского сельсовета Алуштинского горсовета Автономной Республики Крым).

## Население
| 2001 | 2014 |
| ---- | ---- |
| 1045 | ↘751 |

Всеукраинская перепись 2001 года показала следующее распределение по носителям языка
| Язык             | Число жит. | Процент |
| ---------------- | ---------- | ------- |
| русский          | 377        | 36,08   |
| украинский       | 55         | 5,26    |
| крымскотатарский | 583        | 55,79   |
| белорусский      | 2          | 0,19    |
| молдавский       | 1          | 0,1     |

### Динамика численности
| - 1805 год — 154 чел. - 1864 год — 352 чел. - 1886 год — 456 чел. - 1889 год — 493 чел. - 1892 год — 659 чел. - 1897 год — 668 чел. - 1902 год — 673 чел. | - 1915 год — 936/51 чел. - 1926 год — 1072 чел. - 1939 год — 965 чел. - 1989 год — 362 чел. - 2001 год — 1045 чел. - 2009 год — 925 чел. - 2014 год — 751 чел. |

## Современное состояние
На 2018 год в Верхней Кутузовке числится 15 улиц и 2 переулка; на 2009 год, по данным сельсовета, село занимало площадь 325,7 гектара на которой, в 343 дворах, проживало 925 человек. В селе действуют сельская библиотека, фельдшерско-акушерский пункт. Верхняя Кутузовка связана троллейбусным сообщением с Алуштой, Ялтой, Симферополем и соседними населёнными пунктами.

## География
Верхняя Кутузовка расположена на Южном берегу Крыма, на южных отрогах горы Чатыр-Даг, на правом борту долины реки Демерджи, высота центра села над уровнем моря — 338 м. Расстояние до Алушты около 8 километров (по шоссе), ближайшая железнодорожная станция — Симферополь-Пассажирский — примерно в 41 километре. Транспортное сообщение осуществляется по региональной автодороге 35А-002 Симферополь — Ялта (по украинской классификации — М-18).

## История

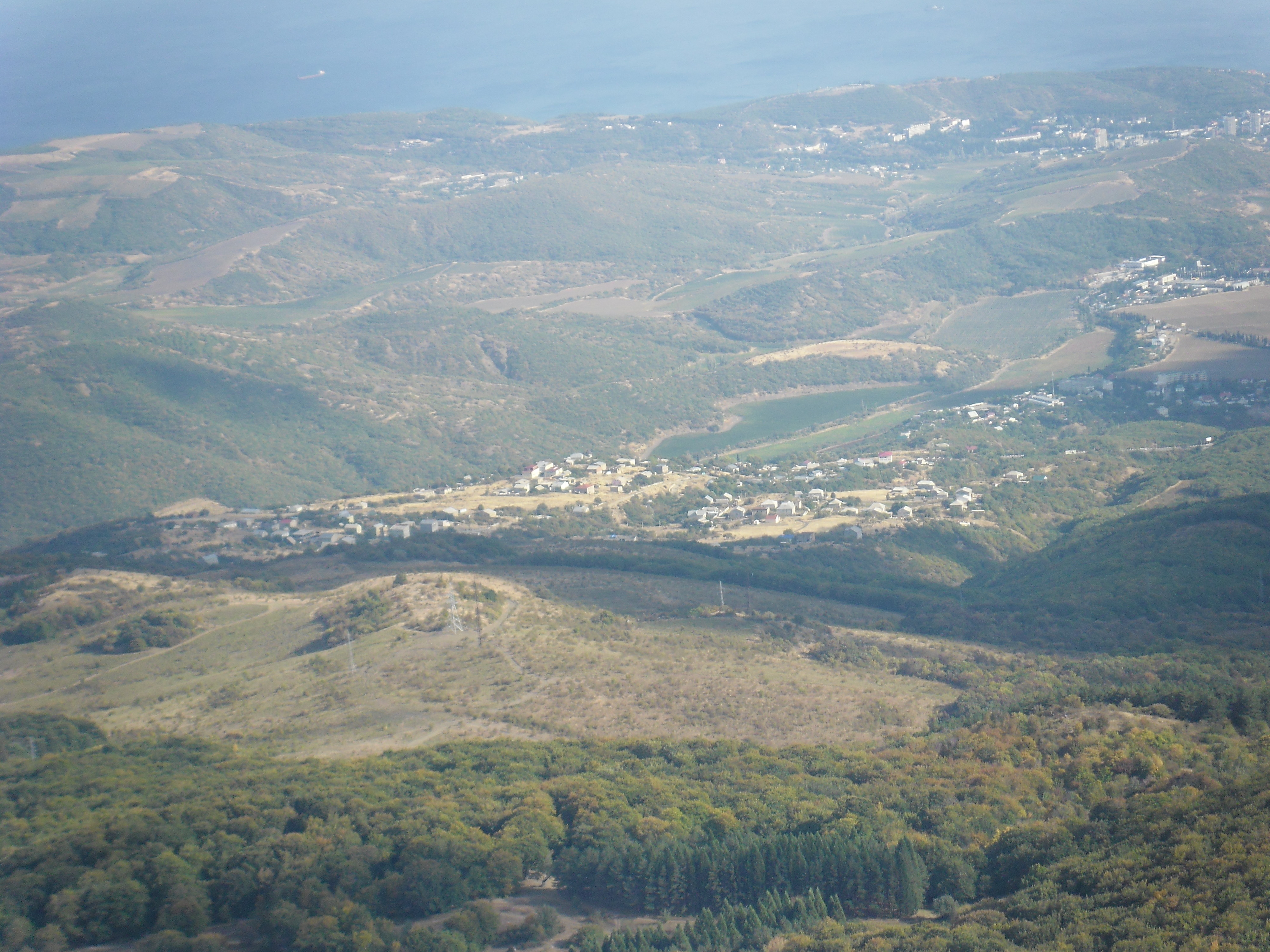
Верхняя Кутузовка, вид с Чатыр-Дага

Время возникновения Шумы не установлено — известно, что территория села входила, по договору Генуи с Элиас-Беем Солхатским от 1381 года («гористая южная часть Крыма к северо-востоку от Балаклавы», с её поселениями и народом, который суть христиане), в состав Солдайского консульства. После разгрома Кафы османами в 1475 году селение включили в Судакский кадылык санджака Кефе (до 1558 года, в 1558—1774 годах — эялета) империи. Впервые в исторических документах встречается в материалах переписи населения Кефинского санджака 1520 года, согласно которой в Шума числилось 27 «немусульманских» семей (христиан), из которых 3 семьи потеряли мужчину-кормильца, и 1 мусульманская семья. В 1542 году мусульманская семья также 1, христиан — 15 семей и 9 холостяков; по сведениям за тот год виноградарство давало 12 % налоговых поступлений селения. По налоговым ведомостям 1634 года в селении числилось 22 двора немусульман, из которых недавно прибывших в Шума 4: из Алушты — 2, из Капсихора и Ланбат бала — по 1 двору. Выселились жители 3 дворов: в Истиля — 2 и Партенит — 1 двор. В XVII веке на южном побережье Крыма начинает распространяться ислам. Согласно Джизйе дефтера Лива-и Кефе (Османским налоговым ведомостям) 1652 года в селении Шума кадылыка Сугдак перечислены всего 8 имён и фамилий налогоплательщиков-христиан (налог джизйе платили 8 семей). Документальное упоминание селения встречается в «Османском реестре земельных владений Южного Крыма 1680-х годов», согласно которому Шума входил в Судакский кадылык эялета Кефе. Всего упомянуто 87 землевладельцев, из которых 2 иноверца, владевших 3364,5 дёнюмами земли. После обретения ханством независимости по Кючук-Кайнарджийскому мирному договору 1774 года «повелительным актом» Шагин-Гирея 1775 года селение было включено в Крымское ханство, в состав Кефинского каймаканства Судакского кадылыка, что зафиксировано и в Камеральном Описании Крыма… 1784 года. К этому времени христианского населения в Шума не осталось, были лишь земельные участки греков, перебравшихся в другие селения (в списках «Ведомостей о выведенных из Крыма в Приазовье христианах» А. В. Суворова и митрополита Игнатия село не значится).
После присоединения Крыма к России (8) 19 апреля 1783 года, (8) 19 февраля 1784 года, именным указом Екатерины II сенату, на территории бывшего Крымского Ханства была образована Таврическая область и деревня была приписана к Симферопольскому уезду.
В июле 1774 года, во время русско-турецкой войны, Девлет Гирей высадился с турецким десантом в Алуште, однако туркам пройти в глубь Крыма не позволили. 24 июля (4 августа) 1774 года трёхтысячный русский отряд выбил турецкий десант, укрепившийся в Алуште и у деревни Шума. В этом бою командир гренадерского батальона Московского легиона Михаил Илларионович Кутузов получил серьёзное ранение в голову. Главнокомандующий Крымской армией генерал-аншеф В. М. Долгоруков в своём докладе от 28 июля (8 августа) 1774 года Екатерине II о победе в той битве писал:

… Ранены: Московского легиона подполковник Голенищев-Кутузов, приведший гренадерский свой баталион, из новых и молодых людей состоящий, до такого совершенства, что в деле с неприятелем превосходил оный старых солдат. Сей штабофицер получил рану пулею, которая, ударивши между глазу и виска, вышла на пролёт в том же месте на другой стороне лица.
— Доклад главнокомандующего Крымской армией генерал-аншефа В.М. Долгорукова Екатерине II от 28 июля 1774 года
После Павловских реформ, с 1796 по 1802 год входила в Акмечетский уезд Новороссийской губернии. По новому административному делению после создания 8 (20) октября 1802 года Таврической губернии Шума был включён в состав Алуштинской волости Симферопольского уезда.

### XIX век
По Ведомости о числе селений, названиях оных, в них дворов… состоящих в Симферопольском уезде от 14 октября 1805 года, в деревне Шума числилось 29 дворов и 154 жителя, исключительно крымских татар. На военно-топографической карте генерал-майора Мухина 1817 года деревня Шума обозначена с 20 дворами. После реформы волостного деления 1829 года Шумма, согласно «Ведомости о казённых волостях Таврической губернии 1829 года» остался в составе Алуштинской волости.

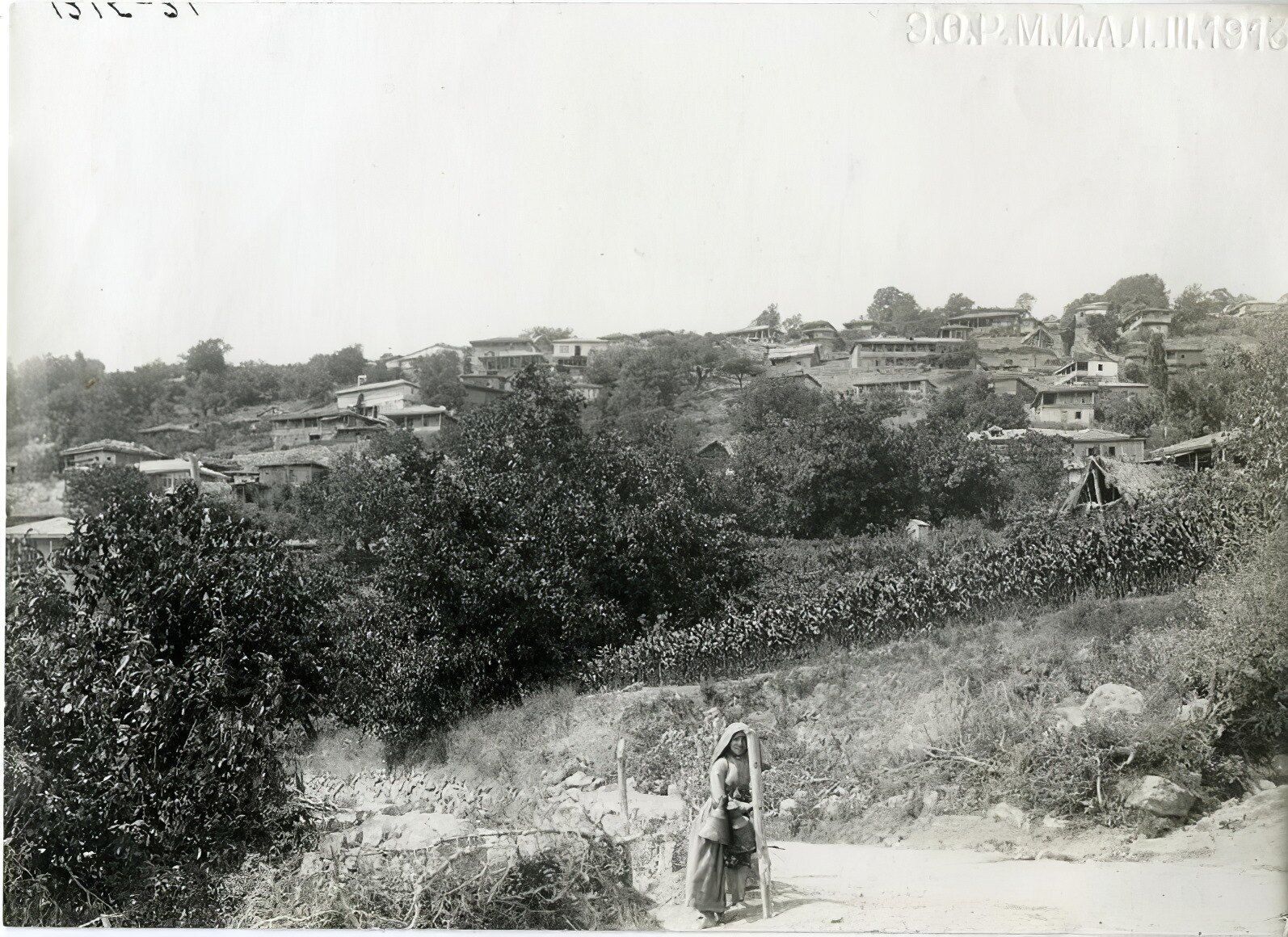
Деревня Шумы, 1907 год.
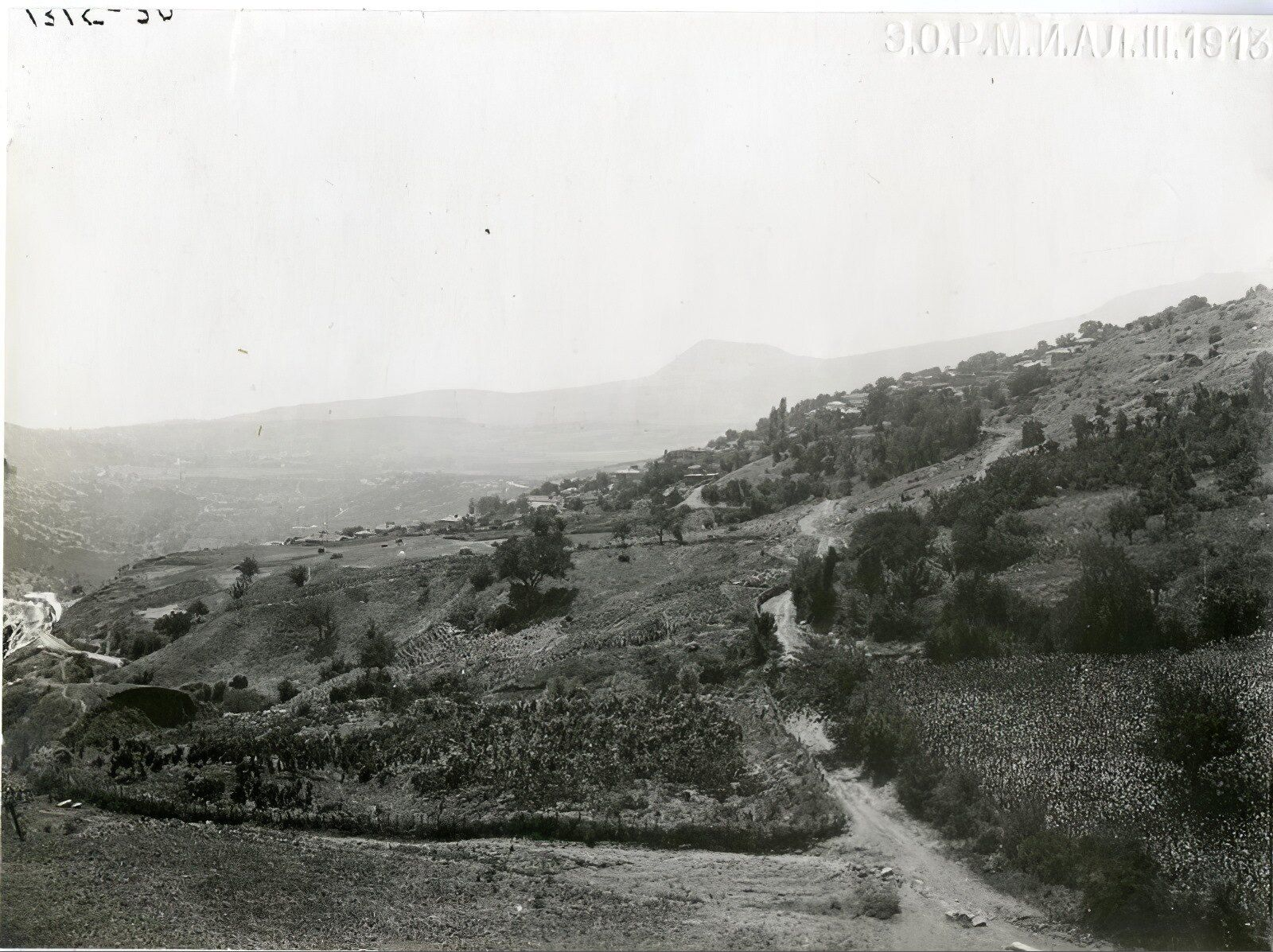
Деревня Шумы, 1913 год.
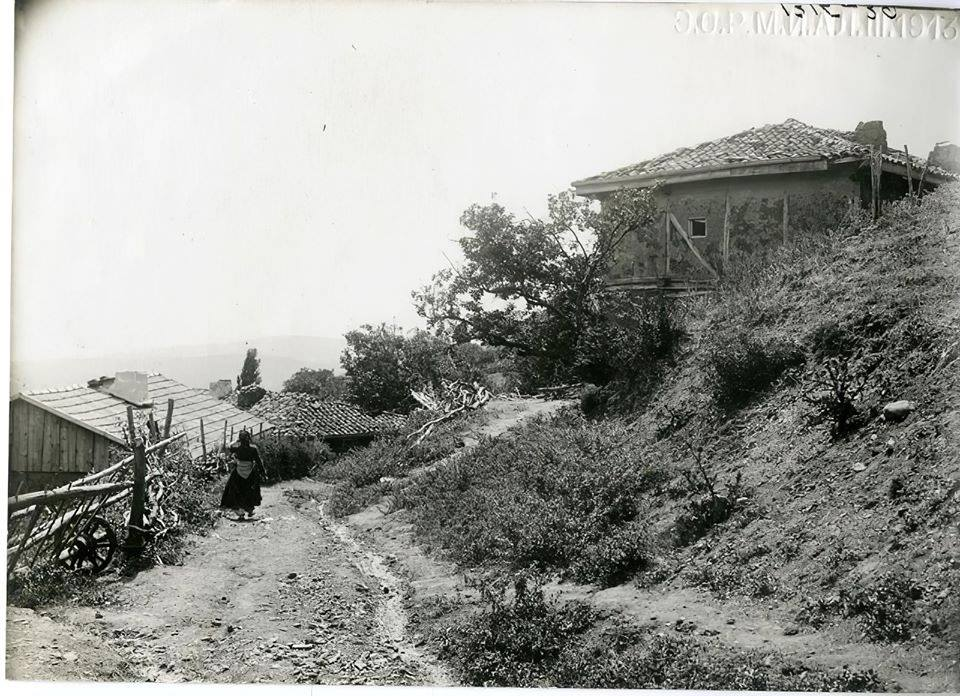
Шумы, 1913 год.
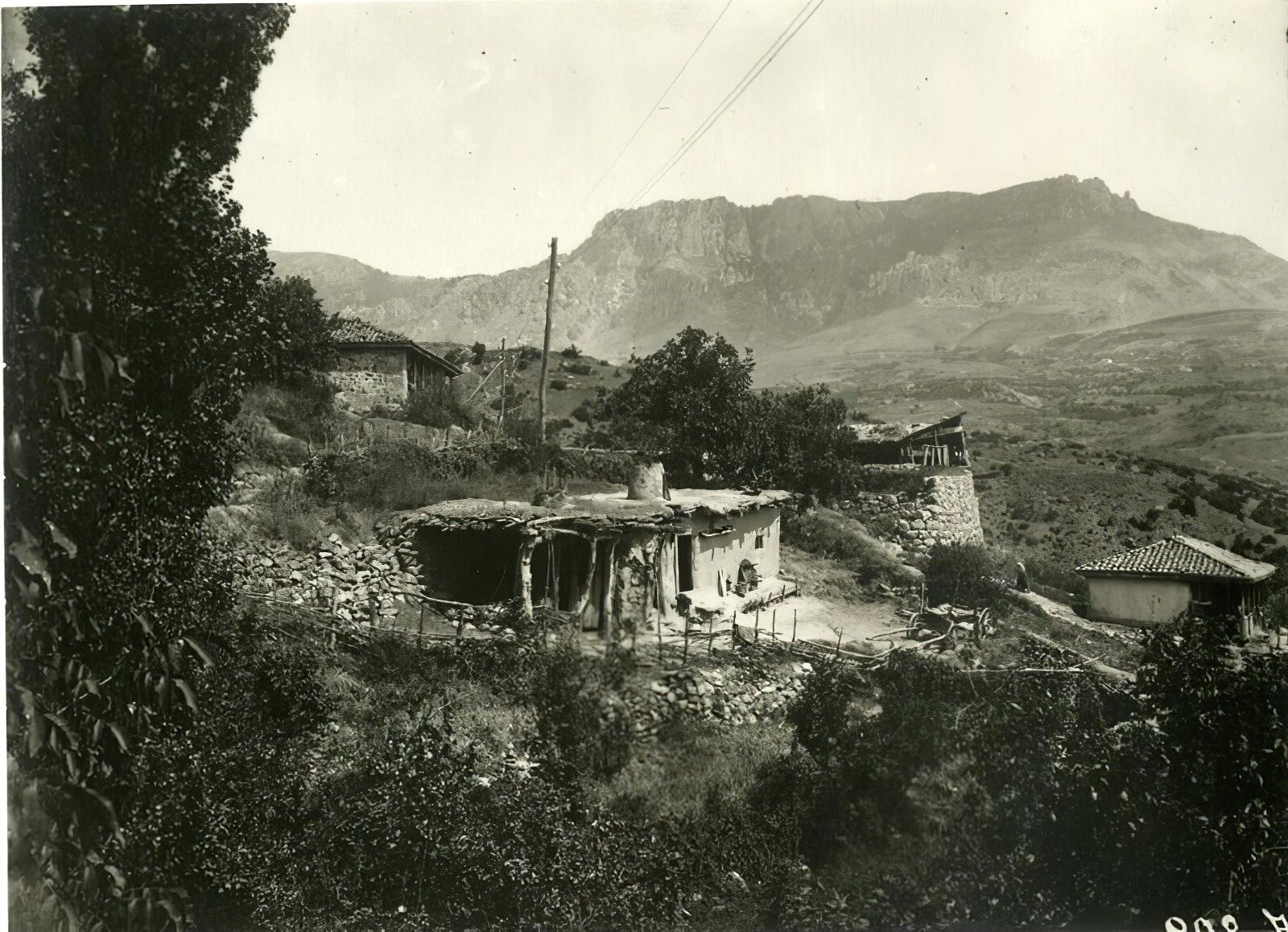
Шумы, 1907 год.

Именным указом Николая I от 23 марта (по старому стилю) 1838 года, 15 апреля был образован новый Ялтинский уезд и южнобережную часть Алуштинской волости передали в его состав (Алуштинская волость Ялтинского уезда). На карте 1836 года в деревне 38 дворов, как и на карте 1842 года.
В 1860-х годах, после земской реформы Александра II, деревня осталась в составе Алуштинской волости. Согласно «Списку населённых мест Таврической губернии по сведениям 1864 года», составленному по результатам VIII ревизии 1864 года, Шума — казённая татарская деревня, с 70 дворами, 352 жителями и 2 мечетями при речке Демерджи-Узени. На трёхверстовой карте Шуберта 1865—1876 года в деревне Шума обозначено 62 двора. На 1886 год в деревне, согласно справочнику «Волости и важнѣйшія селенія Европейской Россіи», проживало 456 человек в 76 домохозяйствах, действовали 2 мечети. По «Памятной книге Таврической губернии 1889 года», по результатам Х ревизии 1887 года, в деревне Шума числилось 94 двора и 493 жителя. На верстовой карте 1890 года в деревне обозначен 71 двор с татарским населением. По «…Памятной книжке Таврической губернии на 1892 год» в Шуме, составлявшем Шумское сельское общество, числилось 659 жителей в 73 домохозяйствах.
После земской реформы 1890-х годов, которая в Ялтинском уезде прошла после 1892 года, деревня осталась в составе преобразованной Алуштинской волости. Перепись 1897 года зафиксировала в деревне Шума 668 жителей, из которых 636 мусульман (крымские татары). По «…Памятной книжке Таврической губернии на 1902 год» в деревне Шума, составлявшей Шумское сельское общество, числилось 673 жителя в 107 домохозяйствах. По Статистическому справочнику Таврической губернии. Ч.II-я. Статистический очерк, выпуск восьмой Ялтинский уезд, 1915 год, в деревне Шумма Алуштинской волости Ялтинского уезда числилось 182 двора (173 двора с землёй, 9 — безземельные) с татарским населением в количестве 936 человек приписных жителей и 51 — «посторонних», из которых 533 мужчины и 454 женщины. Жители владели 358 десятинами удобной земли. В хозяйствах имелось 18 лошадей, 106 волов, 111 коров и 2047 голов овец, свиней, или коз.

### XX век
После установления в Крыму Советской власти, по постановлению Крымревкома от 8 января 1921 года была упразднена волостная система и село подчинили Ялтинскому району Ялтинского уезда. В 1922 году уезды получили название округов, из Ялтинского был выделен Алуштинский район, а, декретом ВЦИК от 4 сентября 1924 года Алуштинский район был упразднён и село вновь присоединили к Ялтинскому. Согласно Списку населённых пунктов Крымской АССР по Всесоюзной переписи 17 декабря 1926 года, в селе Шумы, центре Шумского сельсовета Ялтинского района, числилось 242 двора, из них 237 крестьянских, население составляло 1072 человека, из них 989 крымских татар, 52 русских, 19 греков, 8 украинцев, 4 белоруса, действовала татарская школа. На 1928 год, согласно Атласу СССР 1928 года, село входило в Карасубазарский район. Постановлением ВЦИК от 30 октября 1930 года был образован Алуштинский татарский национальный район (по другим данным — в 1937 году), село включили в его состав. По данным всесоюзная перепись населения 1939 года в селе проживало 965 человек.
В 1944 году, после освобождения Крыма от фашистов, согласно Постановлению ГКО № 5859 от 11 мая 1944 года, 18 мая крымские татары были депортированы в Среднюю Азию: на 15 мая 1944 года подлежало выселению 235 семей крымских татар, всего 905 жителей, из них мужчин — 152, женщин 307, детей — 446 человек. 18 мая 1944 года было выселено 216 семей татар, всего 909 человек, было принято на учёт 153 дома спецпереселенцев. 12 августа 1944 года было принято постановление № ГОКО-6372с «О переселении колхозников в районы Крыма» и в сентябре 1944 года в район приехали первые новоселы (2349 семей) из Краснодарского края, в том числе и в опустевшие Шумы, а в начале 1950-х годов последовала вторая волна переселенцев из различных областей Украины. Указом Президиума Верховного Совета РСФСР от 21 августа 1945 года Шумы были переименованы в Кутузовку и Шумский сельсовет — в Кутузовский. С 25 июня 1946 года Кутузовка в составе Крымской области РСФСР, а 26 апреля 1954 года Крымская область была передана из состава РСФСР в состав УССР. Время упразднения сельсовета пока не установлено: на 15 июня 1960 года село уже в составе Изобильненского.
1 января 1965 года, указом Президиума ВС УССР «О внесении изменений в административное районирование УССР — по Крымской области», Алуштинский район был преобразован в Алуштинский горсовет и село включили в его состав. По данным переписи 1989 года в селе проживало 362 человека. С 12 февраля 1991 года село в восстановленной Крымской АССР, 26 февраля 1992 года переименованной в Автономную Республику Крым. С 21 марта 2014 года в составе Крыма аннексирована Россией, с 5 июня 2014 года — в Городском округе Алушта.

Мемориальный комплекс

## Известные уроженцы
- Эмир Усеин Чалбаш — военный летчик I класса, полковник.